# Ono Ranzan
Ono Ranzan est un nom japonais traditionnel ; le nom de famille (ou le nom d'école), Ono, précède donc le prénom (ou le nom d'artiste).
Ono Ranzan (小野 蘭山) (1729–1810) est un botaniste et herboriste japonais considéré comme le « Carl von Linné du Japon ».

## Biographie
Né à Kyoto dans une famille d'intellectuels, Ono étudie dans sa jeunesse auprès de Matsuoka Joan. En 1754, il ouvre une école de pharmacologie botanique (pharmacognosie) qui connait un grand succès avec plus d'une centaine d'élèves. L'un de ses étudiants est Kimura Kenkadō. En 1799, il est nommé à un poste au Seijūkan, l'école de médecine du gouvernement à Edo. Il y travaille intensivement sur une traduction en japonais du guide herboriste de Rembert Dodoens, le Cruydeboeck. Ono connait l'herboristerie occidentale pour avoir traduit les ouvrages de Johann Wilhelm Weinmann (en) et a également étudié la médecine chinoise traditionnelle ainsi que la médecine occidentale,. Certains ouvrages d'Ono sur la botanique japonaise ont été traduits par le botaniste français Ludovic Savatier.
Au début du XIXe siècle, Ono voyage à travers le Japon pour réunir des informations sur les remèdes botaniques et réalise son œuvre principale, le Honzō Kōmoku Keimō (本草綱目啓蒙, « Recueil dicté de materia medica (en) »), qui est publié en 1803,. Malgré la connaissance d'Ono de la botanique occidentale et chinoise, c'est l'un des premiers ouvrages japonais de sciences naturelles à promouvoir l'expérimentation et la recherche plutôt que la confiance aveugle dans les classiques chinois.
Ono ne se marie jamais, mais aura un fils avec l'une de ses servantes. Son œuvre botanique est poursuivie par son petit-fils, Ono Motoyoshi. Après sa mort en 1810, il est enterré à Asakusa et est transféré à Nerima en 1927 après que le cimetière ait été endommagé par le séisme de Kantō de 1923. Les espèces d'épine-vinette Ranzania japonica sont nommées en son honneur.